# Weißkopfkuckuck
Der Weißkopfkuckuck (Centropus ateralbus) ist ein Vogel aus der Gattung der Spornkuckucke (Centropus).
Der Vogel ist endemisch auf dem Bismarck-Archipel.
Der Lebensraum umfasst tropischen oder subtropischen feuchten Tieflandwald, Waldränder, Sekundärwald, Plantagen, auch Gärten bis 1300 m Höhe.
Der Artzusatz kommt von lateinisch ater ‚schwarz‘ und lateinisch albus ‚weiß‘.

## Merkmale
Diese Art ist 42 bis 48 cm groß und wiegt etwa 330 g. Im Verbreitungsgebiet ist dies der einzige schwarz-weiß gefiederte Spornkuckuck, der Purpurkuckuck (Centropus violaceus) ist wesentlich größer und zeigt keinerlei Weiß. Der Vogel ist schwarz, Gesicht und Flugfedern glänzend violett bis blau mit weißem Flügelfleck, der auch grau oder hell bräunlich sein kann.
Es gibt beträchtliche Farbvariationen im Gefieder. Die Iris ist dunkelrot, der Schnabel schwarz, die Beine schieferfarben. Küken haben weiße Federn an Kopf, Nacken und Flügeln.
Jungvögel sind dunkelbraun mit purpurnem Schimmer auf Flügeln und Schwanz, der Körper ist in der vorderen Hälfte gelblich oder rotbräunlich gestreift, die Iris ist grau bis braun, der Unterschnabel  und die Schnabelspitze sind braun oder weißlich, die Beine blaugrau.
Die Art ist monotypisch.

## Stimme
Der Alarmruf wird als kurzes "chit" oder "chunk", der Gesang als Duett mit metallisch-hohl klingenden Trommellauten "soo-hoo" beschrieben, schneller und höher werdend.

## Lebensweise
Die Nahrung besteht aus Insekten einschließlich großer Gespenstschrecken und Bockkäfer, auch Echsen, die meist auf Ästen gesucht werden. Die Art tritt meist als Paar, aber auch in kleinen Gruppen auf.
Das Nest besteht aus Grasblättern und trockenen Ästen und hat mitunter zwei gegenüber liegende Eingangslöcher. Das Gelege besteht aus 2 bis 3 weißlichen Eiern.

## Gefährdungssituation
Der Bestand gilt als nicht gefährdet (Least Concern).